# Meesterklasse 2001/02
In der Meesterklasse 2001/02 wurde die 79. niederländische Mannschaftsmeisterschaft im Schach ausgespielt. Niederländischer Mannschaftsmeister wurde Ordina/De Variant Breda, der seinen siebten Titel in Folge gewann.
Zu den gemeldeten Mannschaftskader siehe Mannschaftskader der Meesterklasse 2001/02.

## Modus
Die 10 teilnehmenden Mannschaften spielten in der Vorrunde ein einfaches Rundenturnier. Die beiden Letzten stiegen in die Klasse 1 ab, die ersten Vier qualifizierten sich für das Play-off. Das Play-off wurde im K.-o.-System ausgetragen, es wurden alle vier Plätze ausgespielt.

## Spieltermine
Die Wettkämpfe der Vorrunde wurden ausgetragen am 29. September, 3. und 24. November, 15. Dezember 2001, 5. Januar, 23. Februar, 16. März, 6. und 21. April 2002, wobei die 9. Runde zentral in Amstelveen gespielt wurde. Die Play-off-Wettkämpfe fanden am 9. und 10. Mai 2002 in Enschede statt.

## Vorrunde
Schon vor der letzten Runde standen mit dem Titelverteidiger Ordina/De Variant Breda, der Hilversums Schaakgenootschap und der Leidsch Schaakgenootschap drei Play-off-Teilnehmer sicher fest, während ING/ESGOO bei zwei Mannschaftspunkten und 6,5 Brettpunkten Vorsprung auf VastNed Rotterdam theoretisch noch abgefangen werden konnte. Trotz einer Niederlage zum Schluss gab ESGOO den vierten Platz aber nicht mehr ab und erreichte damit das Play-off. Durch den Rückzug von Magnus/BSG waren mit dem Schaakclub Groningen, HWP Sas van Gent und Max Euwe Enschede aus der Klasse 1 drei Mannschaften aufgestiegen. Als einziger Aufsteiger erreichte Groningen den Klassenerhalt.

### Abschlusstabelle
| Pl.  | Verein                       | Sp | G | U | V | MP   | Brett-P.  |
| ---- | ---------------------------- | -- | - | - | - | ---- | --------- |
| 01.  | Ordina/De Variant Breda (M)  | 9  | 9 | 0 | 0 | 18:0 | 70,0:20,0 |
| 02.  | Hilversums Schaakgenootschap | 9  | 8 | 0 | 1 | 16:2 | 64,0:26,0 |
| 03.  | Leidsch Schaakgenootschap    | 9  | 6 | 1 | 2 | 13:5 | 52,5:37,5 |
| 04.  | ING/ESGOO                    | 9  | 5 | 0 | 4 | 10:8 | 48,5:41,5 |
| 05.  | VastNed Rotterdam            | 9  | 4 | 0 | 5 | 8:10 | 41,5:48,5 |
| 06.  | BIS Beamer Team              | 9  | 4 | 0 | 5 | 8:10 | 40,0:50,0 |
| 07.  | SV Zukertort Amstelveen      | 9  | 3 | 1 | 5 | 7:11 | 39,0:51,0 |
| 08.  | Schaakclub Groningen (N)     | 9  | 3 | 0 | 6 | 6:12 | 34,0:56,0 |
| 09.  | HWP Sas van Gent (N)         | 9  | 1 | 1 | 7 | 3:15 | 33,5:56,5 |
| 010. | Max Euwe Enschede (N)        | 9  | 0 | 1 | 8 | 1:17 | 27,0:63,0 |

### Entscheidungen
|     | Teilnehmer am Play-off: Ordina/De Variant Breda, Hilversums Schaakgenootschap, Leidsch Schaakgenootschap, ING/ESGOO |
|     | Absteiger in die Klasse 1: HWP Sas van Gent, Max Euwe Enschede                                                      |
| (M) | Meister der letzten Saison                                                                                          |
| (N) | Aufsteiger der letzten Saison                                                                                       |

### Kreuztabelle
| Ergebnisse | Ergebnisse                   | 01. | 02. | 03. | 04. | 05. | 06. | 07. | 08. | 09. | 010. |
| ---------- | ---------------------------- | --- | --- | --- | --- | --- | --- | --- | --- | --- | ---- |
| 01.        | Ordina/De Variant Breda      |     | 5½  | 7½  | 7   | 7½  | 9½  | 7   | 8   | 9½  | 8½   |
| 02.        | Hilversums Schaakgenootschap | 4½  |     | 6   | 7   | 8   | 8½  | 8   | 7   | 6   | 9    |
| 03.        | Leidsch Schaakgenootschap    | 2½  | 4   |     | 6   | 6   | 7   | 5   | 8½  | 6½  | 7    |
| 04.        | ING/ESGOO                    | 3   | 3   | 4   |     | 4   | 6   | 6½  | 8   | 7   | 7    |
| 05.        | VastNed Rotterdam            | 2½  | 2   | 4   | 6   |     | 6   | 6½  | 4½  | 4   | 6    |
| 06.        | BIS Beamer Team              | ½   | 1½  | 3   | 4   | 4   |     | 7   | 6   | 6½  | 7½   |
| 07.        | SV Zukertort Amstelveen      | 3   | 2   | 5   | 3½  | 3½  | 3   |     | 7   | 6½  | 5½   |
| 08.        | Schaakclub Groningen         | 2   | 3   | 1½  | 2   | 5½  | 4   | 3   |     | 5½  | 7½   |
| 09.        | HWP Sas van Gent             | ½   | 4   | 3½  | 3   | 6   | 3½  | 3½  | 4½  |     | 5    |
| 10.        | Max Euwe Enschede            | 1½  | 1   | 3   | 3   | 4   | 2½  | 4½  | 2½  | 5   |      |

## Play-off

### Übersicht
|  | Halbfinale                   | Halbfinale                   |                           |    | Finale | Finale |
|  |                              |                              |                           |    |        |        |
|  | ING/ESGOO                    | 3                            |                           |    |        |        |
|  | Hilversums Schaakgenootschap | 7                            |                           |    |        |        |
|  |                              |                              |                           |    |        |        |
|  |                              |                              |                           |    |        |        |
|  | Ordina/De Variant Breda      | 6½                           |                           |    |        |        |
|  |                              | Hilversums Schaakgenootschap | 3½                        |    |        |        |
|  |                              |                              |                           |    |        |        |
|  | 3. Platz                     |                              |                           |    |        |        |
|  |                              |                              | Leidsch Schaakgenootschap | 6½ |        |        |
|  | Leidsch Schaakgenootschap    | 3                            | ING/ESGOO                 | 3½ |        |        |
|  | Ordina/De Variant Breda      | 7                            |                           |    |        |        |

### Halbfinale
Im Halbfinale trafen in einem Wettkampf der Vorrunde-Vierte Enschede auf den Vorrunden-Zweiten Hilversum und im anderen Wettkampf mit Leiden und Breda der Dritte und der Erste der Vorrunde aufeinander. In beiden Wettkämpfen siegte die Mannschaft mit besserer Vorrundenplatzierung deutlich mit 7:3.
| ING/ESGOO          | Hilversum SG         | Ergebnis |
| ------------------ | -------------------- | -------- |
| Michael Feygin     | Yasser Seirawan      | 1:0      |
| Gerhard Schebler   | Jeroen Piket         | 1:0      |
| Dirk Hennig        | Paul van der Sterren | ½:½      |
| Michael Hoffmann   | Predrag Nikolić      | ½:½      |
| Daniel Hausrath    | Ljubomir Ljubojević  | 0:1      |
| Thomas Henrichs    | Friso Nijboer        | 0:1      |
| Frank Kroeze       | Ian Rogers           | 0:1      |
| Natalia Kisseljewa | Yona Kosashvili      | 0:1      |
| Michiel van Wissen | Dennis de Vreugt     | 0:1      |
| Peter Bolwerk      | Zsófia Polgár        | 0:1      |

| Leidsch SG              | Ordina/De Variant Breda | Ergebnis |
| ----------------------- | ----------------------- | -------- |
| Rudy van Wessel         | Loek van Wely           | 0:1      |
| Jan Smeets              | Ivan Sokolov            | 0:1      |
| Edwin van Haastert      | Jan Timman              | 0:1      |
| Michiel Bosman          | Michail Gurewitsch      | ½:½      |
| Marc Erwich             | Vladislav Tkachiev      | 1:0      |
| Stefan van Blitterswijk | Vladimir Chuchelov      | ½:½      |
| Leon Konings            | Erik van den Doel       | 0:1      |
| Tom Middelburg          | Marinus Kuijf           | ½:½      |
| Eugene Rebers           | Albert Blees            | ½:½      |
| Martin Roobol           | Frans Cuijpers          | 0:1      |

### Finale und Spiel um Platz 3
Auch am zweiten Tag des Play-offs fielen die Entscheidungen klar aus. Leiden eroberte mit einem 6½:3½ den dritten Platz, Breda verteidigte seinen Titel mit dem gleichen Resultat.
| Ordina/De Variant Breda | Hilversum SG         | Ergebnis |
| ----------------------- | -------------------- | -------- |
| Loek van Wely           | Jeroen Piket         | 1:0      |
| Ivan Sokolov            | Yasser Seirawan      | 1:0      |
| Jan Timman              | Predrag Nikolić      | ½:½      |
| Michail Gurewitsch      | Paul van der Sterren | 1:0      |
| John van der Wiel       | Friso Nijboer        | ½:½      |
| Erik van den Doel       | Ljubomir Ljubojević  | ½:½      |
| Vladislav Tkachiev      | Yona Kosashvili      | ½:½      |
| Vladimir Chuchelov      | Ian Rogers           | 1:0      |
| Jop Delemarre           | Daniël Stellwagen    | 0:1      |
| Ruud Janssen            | Dennis de Vreugt     | ½:½      |

| Leidsch SG              | ING/ESGOO          | Ergebnis |
| ----------------------- | ------------------ | -------- |
| Michiel Bosman          | Daniel Hausrath    | 0:1      |
| Edwin van Haastert      | Michael Hoffmann   | 1:0      |
| Jan Smeets              | Michael Feygin     | ½:½      |
| Tom Middelburg          | Gerhard Schebler   | ½:½      |
| Marc Erwich             | Natalia Kisseljewa | 1:0      |
| Leon Konings            | Thomas Henrichs    | ½:½      |
| Stefan van Blitterswijk | Michiel van Wissen | 1:0      |
| Rudy van Wessel         | Frank Kroeze       | 0:1      |
| Martin Roobol           | Ton Ellenbroek     | 1:0      |
| Eugene Rebers           | Peter Bolwerk      | 1:0      |

### Entscheidungen
|  | Niederländischer Mannschaftsmeister: Ordina/De Variant Breda |

## Die Meistermannschaft
| 1.            | Ordina/De Variant Breda |
| Schachfiguren | Ivan Sokolov, Loek van Wely, Michail Gurewitsch, Jan Timman, Erik van den Doel, Vladimir Chuchelov, John van der Wiel, Frans Cuijpers, Marinus Kuijf, Manuel Bosboom, Jop Delemarre, Martin Martens, Albert Blees, Theo Hommeles, Ruud Janssen, Joost Hoogendoorn, Robert Klomp, Jan van Roestel, Vladislav Tkachiev. |